# Тваніша Террі
Тваніша Террі (англ. Twanisha Terry; 24 січня 1999) — американська легкоатлетка, яка спеціалізується в спринті, срібна призерка чемпіонату світу 2018 року серед юніорів у бігу на 100 метрів.

## Основні міжнародні виступи
| Рік             | Змагання                      | Місце проведення | Місце           | Дисципліна            | Результат       | Примітки        |
| Представник США | Представник США               | Представник США  | Представник США | Представник США       | Представник США | Представник США |
| --------------- | ----------------------------- | ---------------- | --------------- | --------------------- | --------------- | --------------- |
| 2018            | Чемпіонат світу серед юніорів | Тампере          | 2               | біг на 100 метрів     | 11.19           | [ 1 ]           |
| 2019            | Панамериканські ігри          | Ліма, Перу       | 5               | біг на 100 метрів     | 11.37           |                 |
| 2019            | Панамериканські ігри          | Ліма, Перу       | 3               | естафета 4×100 метрів | 43.39           |                 |
| 2022            | Чемпіонат світу               | Юджин, США       | 11 (пф.)        | біг на 100 метрів     | 11.04           |                 |
| 2022            | Чемпіонат світу               | Юджин, США       | 1               | естафета 4×100 метрів | 41.14           | WL              |